# Sieć Eurydice
Eurydice (ang. Eurydice network; niem. Netzwerk Eurydice) – sieć wymiany informacji i analiz na temat systemów edukacji w Europie. W 2011 sieć składała się z 37 biur w 33 krajach biorących udział w programie Lifelong Learning Programme (kraje Unii Europejskiej, Europejskiego Stowarzyszenia Wolnego Handlu i Turcja). Prace sieci koordynuje biuro europejskie działające w ramach Agencji Wykonawczej ds. Edukacji i Sektora Audiowizualnego (EACEA A7).

## Cele
Najważniejszym zadaniem sieci jest publikacja raportów porównawczych oraz informacji krajowych dotyczących różnych aspektów działania systemów edukacji. Sieć publikuje rocznie kilka raportów tematycznych, co roku aktualizuje opracowania z serii „Fakty i Liczby” oraz szczegółowe krajowe opisy systemów edukacji. Sieć ma za zadanie wspierać Komisję Europejską oraz polityków edukacyjnych w poszczególnych krajach w ich działaniach na rzecz realizacji wspólnych celów edukacyjnych Unii Europejskiej (strategia Europa 2020, „Edukacja i Szkolenia 2020”) oraz reformowania krajowych systemów edukacji. Publikacje Eurydice mają również za zadanie wspierać współpracę państw uczestniczących w programie Erasmus+ realizowanym w latach 2014–2020.

## Historia
Początki sieci sięgają lat 70. XX wieku, kiedy nad przygotowaniem wspólnej platformy wymiany informacji o edukacji pracowały dwa departamenty generalne Komisji Europejskiej. Ostatecznie Parlament Europejski zaaprobował powstanie sieci Eurydice 16 września 1980. Nazwa sieci jest nawiązaniem do mitologicznej Eurydyki.
Polskie Biuro Eurydice działa od roku 1996, w latach 1997–2014 opublikowało 25 raportów na temat systemu edukacji w Polsce. Polski wkład do publikacji powstaje we współpracy z ekspertami z Ministerstwa Edukacji Narodowej, Ministerstwa Nauki i Szkolnictwa Wyższego oraz instytutów badawczych i szkół wyższych. Na stronie biura publikowane są najnowsze raporty Eurydice w języku angielskim i ich polskojęzyczne streszczenia, a po dokonaniu tłumaczenia – raporty w języku polskim.